# Люк Варен
Люк Варен (на френски: Luc Varenne) е белгийски спортен журналист.

## Биография
Той е роден на 8 февруари 1914 година в Турне.
През 1938 година постъпва във Френския чуждестранен легион и воюва в Северна Африка, а от 1941 година е говорител в Радио „Белгия“ в Лондон. След Втората световна война създава първото спортно радиопредаване в Белгия и в продължение на десетилетия е най-популярният спортен коментатор в страната.
Люк Варен умира на 30 април 2002 година в Юкел.